# Тверді розчини проникнення
Тверді розчини проникнення (рос. твердый раствор внедрения, англ. interstitial solid solution, interstitial isomorphic mixture) — це фази змінного складу, в яких атоми, іони статистично розміщуються в проміжках між атомами, іонами основної речовини. У твердих розчинах вкорінення атоми, іони розчинної речовини невпорядковано займають вільну правильну систему точок (міжвузля) кристалічної ґратки розчинника.
Головною умовою утворення твердих розчинів проникнення є відповідність розмірів атомів проникнення розмірам пустот ґратки-матриці.
Типовими представниками твердих розчинів проникнення є фази, які утворюються при входженні атомів неметалів у кристалічну ґратку перехідних металів.
Розчинність за типом проникнення, як правило невелика й дорівнює декільком відсоткам і лише за особливих умов досягає 10 %. Звідси тверді розчини проникнення можуть бути тільки обмеженими.
У твердих розчинах проникнення, на відміну від твердих розчинів заміщення, атоми, які проникають у матрицю, значно відрізняються за електронною будовою, електронегативністю, типом хімічного зв'язку тощо. Тому для твердих розчинів проникнення характерний змішаний ковалентно-металічний зв'язок.
Для визначення параметрів ґратки твердого розчину наближено можна використовувати правило Вегарда.